# Arbanitis
Arbanitis és un gènere d'aranyes migalomorfes de la família dels idiòpids (Idiopidae). Viu a Austràlia. El 2017, el gènere Misgolas va ser considerat una sinonímia.

## Taxonomia
El novembre de 2018, segons el World Spider Catalog, aquest gènere tenia reconegudes les següents espècies:
- Arbanitis dereki (Wishart, 1992) – Austràlia (Nova Gal·les del Sud)
- Arbanitis dougweiri (Wishart & Rowell, 2008) – Austràlia (Nova Gal·les del Sud)
- Arbanitis Eco (Raven & Wishart, 2006) – Austràlia (Queensland, Nova Gal·les del Sud)
- Arbanitis elegans (Rainbow & Pulleine, 1918) – Austràlia (Nova Gal·les del Sud)
- Arbanitis fredcoylei (Wishart & Rowell, 2008) – Austràlia (Nova Gal·les del Sud)
- Arbanitis gracilis Rainbow & Pulleine, 1918 – Austràlia (Nova Gal·les del Sud), possiblement Nova Guinea
- Arbanitis grayi (Wishart & Rowell, 2008) – Austràlia (Nova Gal·les del Sud)
- Arbanitis gwennethae (Wishart, 2011) – Austràlia (Nova Gal·les del Sud)
- Arbanitis helensmithae (Wishart & Rowell, 2008) – Austràlia (Nova Gal·les del Sud)
- Arbanitis hirsutus (Rainbow & Pulleine, 1918) – Austràlia (Queensland)
- Arbanitis horsemanae (Wishart, 2011) – Austràlia (Nova Gal·les del Sud)
- Arbanitis kampenae (Wishart, 2011) – Austràlia (Nova Gal·les del Sud)
- Arbanitis kirstiae (Wishart, 1992) – Austràlia (Nova Gal·les del Sud)
- Arbanitis linklateri (Wishart & Rowell, 2008) – Austràlia (Nova Gal·les del Sud)
- Arbanitis longipes (L. Koch, 1873) (espècie de tipus) – Austràlia (Queensland, Nova Gal·les del Sud)
- Arbanitis lynabra (Wishart, 2006) – Austràlia (Nova Gal·les del Sud)
- Arbanitis macei (Wishart & Rowell, 2008) – Austràlia (Nova Gal·les del Sud)
- Arbanitis maculosus (Rainbow & Pulleine, 1918) – Austràlia (Nova Gal·les del Sud)
- Arbanitis mascordi (Wishart, 1992) – Austràlia (Nova Gal·les del Sud)
- Arbanitis maxhicksi (Wishart & Rowell, 2008) – Austràlia (Nova Gal·les del Sud)
- Arbanitis melancholicus (Rainbow & Pulleine, 1918) – Austràlia (Nova Gal·les del Sud)
- Arbanitis michaeli (Wishart, 2006) – Austràlia (Nova Gal·les del Sud)
- Arbanitis milledgei (Wishart & Rowell, 2008) – Austràlia (Nova Gal·les del Sud)
- Arbanitis montanus (Rainbow & Pulleine, 1918) – Austràlia (Nova Gal·les del Sud)
- Arbanitis monteithi (Raven & Wishart, 2006) – Austràlia (Queensland)
- Arbanitis mudfordae (Wishart & Rowell, 2008) – Austràlia (Nova Gal·les del Sud)
- Arbanitis ornatus (Rainbow, 1914) – Austràlia (Queensland)
- Arbanitis papillosus (Rainbow & Pulleine, 1918) – Austràlia (Queensland)
- Arbanitis paulaskewi (Wishart, 2011) – Austràlia (Nova Gal·les del Sud)
- Arbanitis phippsi (Wishart, 2011) – Austràlia (Nova Gal·les del Sud)
- Arbanitis rapax (Karsch, 1878) (espècie de tipus) – Austràlia (Nova Gal·les del Sud)
- Arbanitis raveni (Wishart & Rowell, 2008) – Austràlia (Nova Gal·les del Sud)
- Arbanitis robertcollinsi (Raven & Wishart, 2006)) – Austràlia (Queensland)
- Arbanitis robertsi (Main & Mascord, 1974) – Austràlia (Nova Gal·les del Sud)
- Arbanitis rodi (Wishart, 2006) – Austràlia (Nova Gal·les del Sud)
- Arbanitis rowelli (Wishart, 2011) – Austràlia (Nova Gal·les del Sud)
- Arbanitis shawi (Wishart, 2011) – Austràlia (Nova Gal·les del Sud)
- Arbanitis sydjordanae (Wishart & Rowell, 2008) – Austràlia (Nova Gal·les del Sud)
- Arbanitis taiti (Wishart & Rowell, 2008) – Austràlia (Nova Gal·les del Sud)
- Arbanitis tannerae (Wishart, 2011) – Austràlia (Nova Gal·les del Sud)
- Arbanitis tarnawskiae (Wishart & Rowell, 2008) – Austràlia (Nova Gal·les del Sud)
- Arbanitis thompsonae (Wishart & Rowell, 2008) – Austràlia (Nova Gal·les del Sud)
- Arbanitis trangae (Wishart, 2006) – Austràlia (Nova Gal·les del Sud)
- Arbanitis villosus (Rainbow, 1914) – Austràlia (Nova Gal·les del Sud)
- Arbanitis watsonorum (Wishart & Rowell, 2008) – Austràlia (Nova Gal·les del Sud)
- Arbanitis wayorum (Wishart, 2006) – Austràlia (Nova Gal·les del Sud)
- Arbanitis weigelorum (Wishart & Rowell, 2008) – Austràlia (Nova Gal·les del Sud)
- Arbanitis yorkmainae (Wishart & Rowell, 2008) – Austràlia (Nova Gal·les del Sud)